# Phản xạ tự nhiên
Phản xạ hay phản xạ tự nhiên là một phản ứng tự phát và gần như tức thời để đáp ứng với các kích thích bên ngoài và bên trong. Phản xạ xảy ra khi các dây thần kinh phản xạ có thể tác động lên xung lực trước khi xung lực đó di chuyển tới não. Phản xạ sau đó là một phản ứng tự nhiên với một tác nhân kích thích mà không cần ý thức của não bộ.

## Phản xạ tự nhiên trên con người

### Phản xạ cơ bắp
Các phản xạ cơ bắp (còn được gọi là phản xạ co cơ), cung cấp thông tin về tính toàn vẹn của hệ thần kinh trung ương và hệ thần kinh ngoại biên. Phản xạ kéo cơ là sự co cơ để cân bằng cơ thể. Mỗi khi cơ được kéo căng, nó phản ứng với một xung phản xạ để co lại. Khi một người cố với lấy đồ vật, hay cúi xuống nhặt, cơ bắp gắn liền với hệ xương sẽ bị căng thẳng và thắt chặt, có xu hướng làm cho anh ấy mất thăng bằng và ngã. Phản xạ co cơ tạo ra nhiều điều chỉnh nhỏ để giữ cho cơ thể có thể đứng vững.

### Phản xạ gân
Phản xạ gân là sự co lại của cơ bắp phản ứng lại với các kích thích tác động lên dây chằng của cơ thể. Phản xạ gân Golgi là sự đảo ngược quy trình của phản xạ co cơ.